# کوری دکترو
کوری افرام دکترو (زاده ژوئیه ۱۹۷۱) نویسنده علمی تخیلی، خبرنگار و وبلاگ‌نویس کانادیی-بریتانیایی است. وی همچنین یکی از ویرایش‌گران بنیانگذار وبلاگ بویینگ بویینگ است.